# Romera Navarro
José Antonio Romera Navarro (născut la data de 8 septembrie 1987) este un fotbalist profesionist de origine spaniolă care evoluează în prezent pentru Dinamo București în Liga I, pe postul de fundaș dreapta.

## Cariera de fotbalist
Născut în Xirivella, Comunitatea Valenciană, Romera nu a jucat la un nivel mai înalt de divizia secundă din Spania.
Romera a jucat în afara orașului său natal înainte de 2012. În vara anului 2012, a mers la FK Dukla Praga, echipă cu care a semnat în luna iulie un contract pe un an. După ce a jucat în liga cehă pentru un sezon, Romera a semnat o prelungire cu doi ani a contractului său, în iulie 2013, avand contract până la data de 30 iunie 2015. Romera a marcat primul său gol în campionat pentru Dukla în cel de-al 28-lea meci jucat, marcând în poarta goală într-un 1-1 împotriva Mladei Boleslav, în August 2013. Al doilea său gol a venit în septembrie 2013 cu o lovitură de cap într-un meci împotriva lui Jablonec într-o remiză 1-1. După ce a petrecut două sezoane la Dukla, Romera a semnat un contract pe trei ani cu Jablonec , în 2014.

În iulie 2016, Romera semnează un contract pe un an cu Dinamo București. In luna mai 2017 își reînnoiește contractul pentru încă un an.